# ABC (медицина)

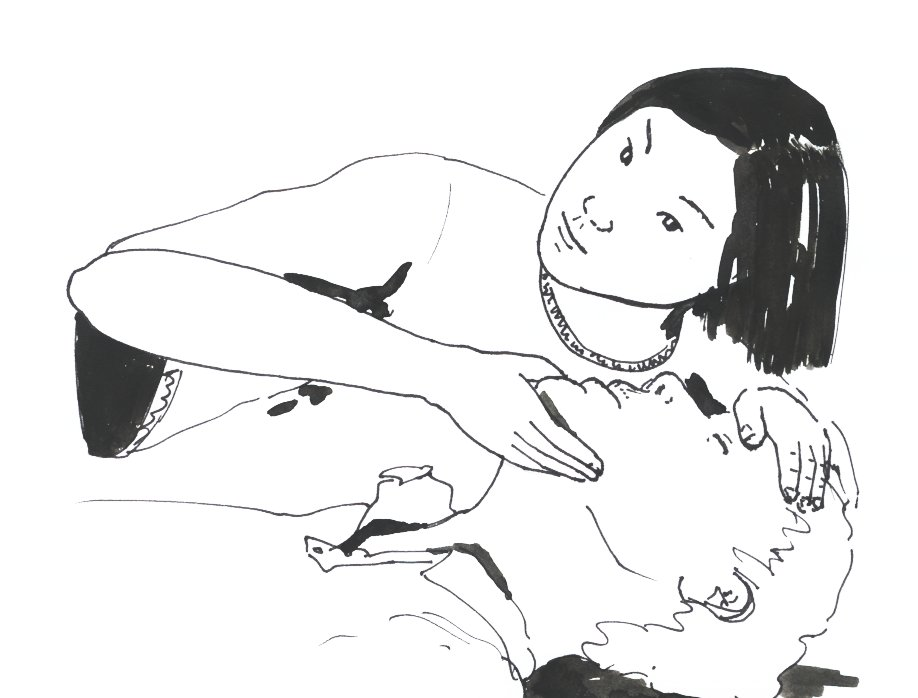
Airway: відкриття дихальних шляхів маневром закидання голови-виведення підборіддя

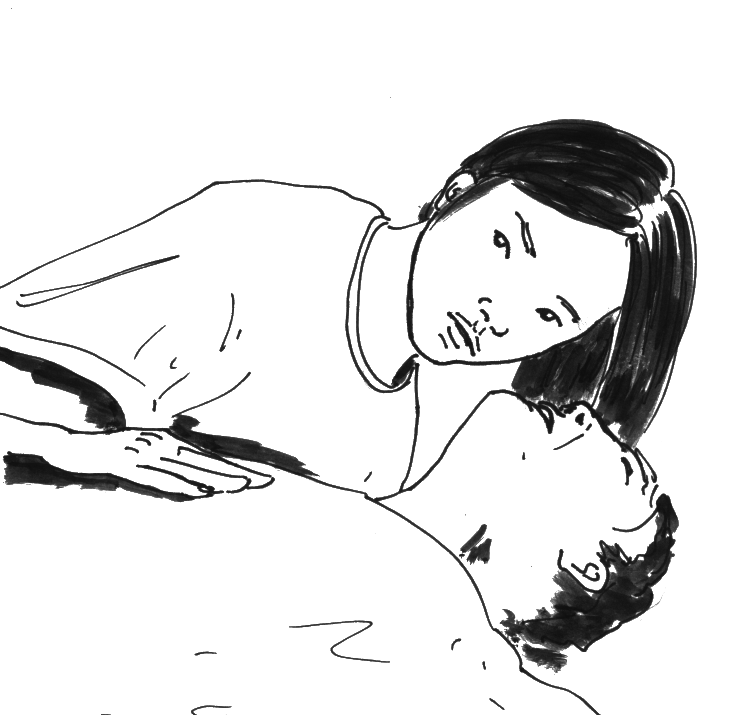
Breathing: перевірка наявності та якості дихання

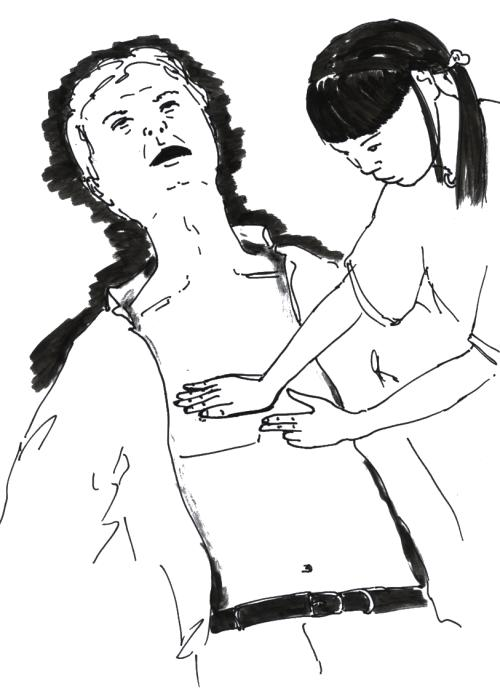
Circulation: початок масажу серця для підтримки кровообігу у пацієнта, нездатного самостійно дихати

ABC та його варіації — це мнемонічний акронім для позначення важливих етапів при наданні першої допомоги. У своєму первісному вигляді він розшифровується як Airway, Breathing, Circulation, що значить, відповідно, «Дихальні шляхи», «Дихання» та « Кровообіг». Ці процеси життєво важливі, і кожен з них необхідний саме у такому порядку для ефективності наступного: життєздатні дихальні шляхи необхідні для дихання, щоб забезпечити насичену киснем кров для кровообігу.
Цей протокол спочатку був розроблений як допоміжний засіб для запам'ятовування для рятувальників, які виконують серцево-легеневу реанімацію, і найширше відоме використання цієї мнемоніки — це робота з пацієнтом без свідомості, хоча він також використовується як нагадування про пріоритети оцінки та лікування пацієнтів у багатьох гострих медичних та травматичних ситуаціях, від надання першої допомоги до стаціонарного лікування.
З моменту своєї розробки мнемоніка була розширена та модифікована, щоб відповідати різним сферам її використання, причому різні версії змінювали значення літер (наприклад, з оригінального «Circulation» на «Compressions») або додавали інші літери (наприклад, необов'язковий крок «D» для позначення «Disability» або «Defibrillation»), детальніше про варіації див. нижче.

## Історія
Метод «ABC» для запам'ятовування правильного протоколу серцево-легеневої реанімації майже такий же старий, як і сама ця процедура, і є важливою частиною її історії. Протягом історії було задокументовано різноманітні методи реанімації, хоча більшість із них давали погані результати.
У 1957 році Петер Сафар написав книгу «Азбука реанімації» (англ. ABC of Resuscitation), яка заклала основу для масового навчання CЛР.
Ця нова концепція була поширена у навчальному відео 1962 року під назвою «Пульс життя» (англ. The Pulse of Life), створеному Джеймсом Джудом, Гаєм Нікербокером та Пітером Сафаром. Джуд і Нікербокер разом з Вільямом Кувенхауеном розробили метод зовнішнього компресійного масажу грудної клітки, тоді як Сафар разом з Джеймсом Еламом працювали над доведенням ефективності штучного дихання
Їхні сукупні висновки були представлені на щорічній зустрічі Мерілендського медичного товариства 16 вересня 1960 року в Оушен-Сіті та отримали швидке та широке визнання протягом наступного десятиліття, чому сприяли їхні лекційні тури. Систему ABC для навчання серцево-легеневій реанімації незабаром прийняла Американська кардіологічна асоціація, яка оприлюднила стандарти СЛР у 1973 році.
У 2010 році Американська кардіологічна асоціація та Міжнародний комітет з реанімації вирішили зосередити СЛР на зменшенні перерв у масажі серця та змінили рекомендований порядок проведення СЛР для випадків зупинки серця на CAB: Circulation (або Chest compressions), Airway, and Breathing, тобто кровообіг (або натискання на грудну клітину), забезпечення прохідності дихальних шляхів та перевірка дихання:S642.

## Медичне використання
На всіх рівнях медичної допомоги протокол ABC існує для того, щоб нагадувати особі, яка надає цю допомогу, про важливість забезпечення прохідності дихальних шляхів, дихання та кровообігу для підтримки життя пацієнта. Ці три питання є першочерговими в будь-якому лікуванні, оскільки втрата будь-якого з цих елементів швидко призведе до смерті пацієнта. Ці три мети настільки важливі для успішного догляду за пацієнтами, що вони формують основу навчання не лише для фахівців з надання першої медичної допомоги, але й для учасників багатьох програм підвищення кваліфікації в галузі медицини
Гіпоксія, результат недостатнього вмісту кисню в крові, є потенційно смертельним станом і однією з провідних причин зупинки серця. Зупинка серця є основною причиною клінічної смерті
(хоча при передовій операції, такій як серцево-легеневе шунтування, зупинка серця не обов'язково може призвести до смерті), і вона пов'язана з відсутністю кровообігу в організмі з однієї з низки причин. З цієї причини підтримка кровообігу є життєво важливою для переміщення кисню до тканин і виведення вуглекислого газу з організму.
Дихальні шляхи, дихання та кровообіг, таким чином, працюють у каскаді; якщо дихальні шляхи пацієнта заблоковані, дихання буде неможливим, і кисень не зможе досягти легень та транспортуватися по тілу кров’ю, що призведе до гіпоксії та зупинки серця. Тому забезпечення прохідності дихальних шляхів є першим кроком у наданні будь-якої медичної допомоги. Щойно встановлено, що дихальні шляхи пацієнта вільні, рятувальники повинні оцінити дихання пацієнта, оскільки до відсутності дихання можуть призвести багато інших причин, окрім обструкції дихальних шляхів.

### Серцево-легенева реанімація
Основне застосування протоколу ABC полягає в наданні першої допомоги непритомним пацієнтам та оцінки необхідності проведення серцево-легеневої реанімації.
У цьому простому застосуванні рятувальник повинен відкрити дихальні шляхи (закинути голову і підняти підборіддя), а потім перевірити, чи нормальне дихання. Ці два кроки мають забезпечити початкову оцінку того, чи потрібна пацієнту СЛР.
У випадку, якщо пацієнт не дихає нормально, чинні міжнародні рекомендації, встановлені Міжнародним комітетом з реанімації (англ. International Liaison Committee on Resuscitation, ILCOR) вказують на необхідність початку непрямого масажу серця.
Раніше в інструкціях вказувалося, що перевірку пульсу слід проводити після оцінки дихання, і це становило частину абревіатури C (circulation, кровообіг), але такий порядок не рекомендується для не професійних рятувальників. Деякі інструктори продовжують розшифровувати «C» як «кровообіг» як позначення третього кроку процесу, оскільки виконання натискань грудної клітки фактично є штучним кровообігом, і під час оцінки стану пацієнтів, які дихають, оцінка кровообігу все ще важлива. Однак частіше інструктори зараз розшифровують у своїй базовій підготовці до здачі першої допомоги «C» для позначення саме натискань.

## Дихальні шляхи

### Пацієнт без свідомості
Для пацієнта без свідомості пріоритетом є забезпечення прохідності дихальних шляхів, щоб уникнути гіпоксії. Поширені проблеми з дихальними шляхами пацієнтів зі значно зниженим рівнем свідомості включають закупорку глотки – язиком, стороннім тілом або блювотними масами.
На базовому рівні відкриття дихальних шляхів досягається шляхом ручного приведення голови у потрібне положення за допомогою різних технік. Найбільш поширеною та використовуваною технікою є закидання голови-виведення підборіддя, хоча можуть використовуватися й інші методи, наприклад висування нижньої щелепи, особливо при підозрі на травму хребта хоча в деяких країнах його використання не рекомендується для непрофесійних рятувальників з міркувань безпеки.
Лікарі вищого рівня, такі як персонал служби невідкладної медичної допомоги, можуть за необхідності використовувати вдосконалені методи, від ротоглоткового повітрпрооводу до інтубації.

### Пацієнт у свідомості
У пацієнта, який перебуває у свідомості, рятувальник може виявити інші ознаки обструкції дихальних шляхів, такі як парадоксальні рухи грудної клітки, використання допоміжних м’язів для дихання, відхилення трахеї, шумний вхід або вихід повітря та ціаноз.

## Дихання

### Пацієнт без свідомості
Для пацієнта без свідомості наступним кроком після відкриття дихальних шляхів, є оцінка дихання, і якщо пацієнт дихає нижче мінімальної частоти, то згідно з чинними протоколами базової підтримки життя ILCOR слід розглянути можливість проведення СЛР (хоча професійні рятувальники можуть мати власні протоколи, яких будуть дотримуватися, наприклад, проведення лише штучного дихання).
Рятувальників часто застерігають від помилкового прийняття агонального дихання, яке являє собою серію гучних вдихів, що виникають приблизно у 40% жертв зупинки серця, за нормальне дихання.
Якщо пацієнт без свідомості, але дихає, рятувальник продовжує надання допомоги за протоколом, наведеним нижче, що може включати й додаткові заходи, такі як надання стабільного бічного положення та виклик швидкої допомоги.

### Пацієнт у свідомості або самостійно дихає
У пацієнта, який перебуває у свідомості, або якщо у несвідомого пацієнта чітко присутні пульс і дихання, у першу чергу слід діагностувати стани, що безпосередньо загрожують життю, такі як важка астма, набряк легень або гемоторакс. Залежно від рівня кваліфікації рятувальника, це може включати такі кроки:
- Перевірка на ознаки загального ускладнення дихання:к використання допоміжних м'язів для дихання, черевне дихання, характерне положення пацієнта, пітливість або ціаноз.
- Перевірка частоти, глибини та ритму дихання – у здорового пацієнта нормальне дихання становить від 12 до 20, з регулярним ритмом та глибиною. Якщо будь-який з цих показників відхиляється від норми (наприклад, дихання Чейна — Стокса), це може свідчити про наявність певної проблеми.
- Деформація та/або аномальні рухи грудної клітки – грудна клітка повинна підніматися та опускатися однаково з обох боків і не мати деформацій. Клініцисти(інші мови) можуть поставити робочий діагноз на основі аномальних рухів або форми грудної клітки у таких випадках, як пневмоторакс або гемоторакс.
- Прослуховування зовнішніх дихальних звуків на невеликій відстані від пацієнта може виявити порушення функції, такі як хрипи (що свідчить про виділення в дихальних шляхах) або стридор (що вказує на обструкцію дихальних шляхів).
- Перевірка на підшкірну емфізему(інші мови) (повітря в підшкір’ї грудної стінки), яка свідчить про пневмоторакс.
- Аускультація та перкусія грудної клітки за допомогою стетоскопа на предмет будь-яких відхилень у звуках грудної клітки.
- Пульсоксиметрія може бути корисною для оцінки кількості кисню в крові, і, як наслідок, для визначення ефективності дихання.

## Кровообіг
Якщо кисень нормально постачається до легень завдяки вільним дихальним шляхам та ефективному диханню, має номально працювати кровообіг, щоб доставити його до решти тіла.

### Пацієнт не дихає
«Кровообіг» («circulation») – це оригінальне значення літери «C», як його визначили Джуд, Нікербокер і Сафар, і цей пункт мав на меті оцінку наявності або відсутності кровообігу, зазвичай шляхом вимірювання пульсу на сонній артерії, перш ніж вживати будь-яких подальших заходів лікування.
У сучасних протоколах для непрофесіоналів цей крок опускається, оскільки було доведено, що непрофесіональні рятувальники можуть мати труднощі з точним визначенням наявності або відсутності пульсу, і що в будь-якому випадку існує менший ризик шкоди від непрямого масажу серця, що б'ється, ніж відмова від виконання цієї процедури, коли серце не б'ється. З цієї причини непрофесіонали безпосередньо переходять до серцево-легеневої реанімації, починаючи з непрямого масажу серця. Фактично це є штучним кровообігом, але щоб спростити навчання цьому, особливо на базовому рівні першої допомоги, «C» трактують як «Compressions».
Однак професійні медики часто включають перевірку пульсу до свого протоколу ABC та можуть вдаватися і до додаткових більш надійних заходів, такі як негайна ЕКГ для оцінки серцевого ритму, якщо є підозра на зупинку серця.

### Пацієнт дихає
У пацієнтів, які дихають, є можливість провести подальшу діагностику, і, залежно від рівня кваліфікації рятувальника, доступний ряд варіантів такої діагностики, зокрема:
- Спостереження за кольором і температурою долонь і пальців: холодні, сині, рожеві, бліді або плямисті долоні/пальці можуть свідчити про поганий кровообіг.
- Наповнення капілярів(інші мови) – це оцінка ефективної роботи капілярів, яка включає застосування тиску на ділянку шкіри для відтоку крові з цієї ділянки та підрахунок часу до повернення крові. Це може бути виконано периферично, зазвичай на нігтьовому ложі, або центрально, зазвичай на грудині або лобі.
- Перевірка пульсу, як центрального, так і периферичного, оцінка частоти (зазвичай 60-80 ударів на хвилину у дорослої людини у стані спокою), регулярності, сили та рівності між різними пульсаціями.
- Для перевірки на ознаки шоку можна провести вимірювання артеріального тиску.
- Професійні медики можуть провести аускультацію серця.
- Спостереження за вторинними ознаками недостатності кровообігу, такими як набряк або піна з рота (що свідчить про застійну серцеву недостатність).
- Професійний медик може за допомогою ЕКГ діагностувати основні захворювання серця, включаючи гострий інфаркт міокарда.

## Варіації

### ABCD
Існує кілька протоколів, що викладаються, де до простішої формули ABC додається літера D. Вона може означати різні речі, залежно від того, чого тренер намагається навчити, і на якому рівні. D може значити:
- Defibrillation (Дефібриляція)[28]. Дефібриляція є остаточним кроком лікування у випадках зупинки серця, яка супроводжується ритмом, що потребує дефібриляції, або ритмом, що коригується дефібриляцією (нестабільна шлуночкова тахікардія(інші мови) без пульсу, груба або тонка фібриляція шлуночків). Слід мати на увазі, що цей метод не працює при асистолії або електричній активності без пульсу(інші мови).
- Disability, Deformity, Dysfunction (відповідно, Інвалідність, Деформація або Дисфункція)[2][29], спричинені цією конкретною травмою, а не попередніми захворюваннями.
- Deadly Bleeding (Cмертельно небезпечна кровотеча)[30][31]
- Differential Diagnosis (Диференціальний діагноз(інші мови))[32].
- Decompression (Декомпресія)[33].

### ABCDE
Деякі протоколи додають до оцінки стану пацієнта етап «Е». На цьому етапі так протоколи відхиляються від базової підтримки життя та починають пошук основних причин. У деяких протоколах може використовуватися до трьох літер «Е». Ця літера може означати:
- Expose and Examine[2][29] (Оголити і оглянути) — переважно для працівників швидкої допомоги, коли важливо зняти з пацієнта одяг та інші перешкоди для оцінки ран.
- Environment[35][36] (Зовнішні умови) — після оцінки ABCD рятувальник має справу з симптомами або умовами, пов'язаними з навколишнім середовищем, наприклад вплив холоду або враження блискавкою(інші мови).
- Escaping Air (Витік повітря) — перевірка на витік повітря, наприклад, через рану грудної клітки, що може призвести до колапсу легені.
- Evaluate (Оцінка) — чи є допомога пацієнту критично важливою за часом і/або чи потрібна рятувальнику підтримка.

### ABCDEF
Літера «F» у протоколі може значити:
- Fundus (мається на увазі fundus uteri, дно матки) — у випадку, якщо постраждала жінка, слід перевірити, чи вона не вагітна, і якщо так, то на якій стадії (положення дна матки відносно пупка дає легкий орієнтир для розрахунку)[37].
- Family (Родина) — означає, що рятувальники також мають зв’язатися зі свідками та родиною пацієнта, що можуть надати цінну інформацію про нещасний випадок або особливості здоров'я пацієнта, які можуть створювати проблеми для рятувальника.
- Fluid resuscitation[36] (Регідратація(інші мови)).
- Final Steps[38] (Заключні кроки) — консультація з найближчим закладом постійного медичного догляду.

### ABCDEFG
Літера «G» у протоколі може означати:
- Go Quickly! — (Швидко!) — нагадування про необхідність швидкого проведення всіх оцінок та надання медичної допомоги на місці події, щоби вчасно доставити пацієнта до лікарні.
- Glucose (Глюкоза) — професійний рятувальник може вирішити провести тест на рівень глюкози в крові (всю абревіатуру «DEFG» можуть розшифровувати як Don't Ever Forget Glucose «Ніколи не забувайте про глюкозу»)[39][40].
- Girl Check (Перевірка жінок) — ще один варіант нагадування про те, що всіх жінок дітородного віку необхідно перевірити на потенційну вагітність, оскільки це може допомогти у виборі лікування.

### AcBC
Деякі тренери та протоколи використовують додаткову (маленьку) літеру «c» між літерами «A» та «B», що означає cervical spine («шийний відділ хребта») або consider C-spine «огляньте шийний відділ хребта». Це нагадування про необхідність бути обережним щодо потенційних травм шиї пацієнта, оскільки в такому випадку відкриття дихальних шляхів потребує спеціальної техніки, щоб не спричинити подальшого пошкодження.

### CABC
Військові часто використовують протокол CABC, де перша літера «C» означає Catastrophic haemorrhage («Катастрофічна кровотеча»).Значна крововтрата призведе до смерті пораненого ще до обструкції дихальних шляхів, тому спочатку слід вжити заходів для запобігання гіповолемічному шоку - наприклад, негайно накласти джгут/турнікет на уражену кінцівку.

### DR ABC
Однією з найпоширеніших адаптацій є додавання «DR» перед «ABC», що розшифровується як Danger and Response («Небезпека та реагування»). Це стосується керівного принципу першої допомоги: захистити себе, перш ніж намагатися допомогти іншим, а потім переконатися, що пацієнт не реагує, використовуючи такі системи, як AVPU або шкала коми Глазго, перш ніж намагатися лікувати його/ Оскільки початковий абревіатурний варіант був розроблений для використання в лікарні, він не був частиною першопочаткового протоколу.
Іноді використовується аналогічне SR ABC, де «S» означає Safety (Безпека)..

### DRsABC
Модифікація DRABC, де літера «s» означає, що коли пацієнт не реагує, рятувальник має «send/shout for help» (покликати на допомогу), «send some signal to your location» (відправити сигнал про своє місцезнаходження).

### DRSABCD
Включає додаткову літеру S (send/shout for help), а також додаткове «D» для позначення дефібриляції

### MARCH
Розширений варіант CABC, яке враховує значно підвищений ризик гіпотермії у пацієнта через гіповолемію та подальшу реакцію організму, подібну до реакції на холодну погоду.
- Massive Haemorrhage (Масивна кровотеча)
- Airway (Дихальні шляхи)
- Respiratory (Дихальна система)
- Circulation (Кровообіг)
- Head injury/Hypothermia (Травма голови / Гіпотермія)